# Romely Pfund
Romely Pfund (* 21. Oktober 1955 in Dresden) ist eine deutsche Dirigentin.

## Leben
Romely Pfund wurde in eine Künstlerfamilie geboren. Die Mutter, Ingeborg Pfund-Kassner († 2021), war Solotänzerin und zuletzt Ballettmeisterin an der Staatsoperette Dresden. Der Vater, Max Pfund, war Geiger im Kulturorchester Pirna. Auch der Großvater mütterlicherseits, Ernst Kassner, konzertierte als Violinist und Orchesterleiter. Seine Frau  Lissa Kassner trat als Pianistin und später als Alleinunterhalterin auf. Kindheit und Jugend verbrachte Romely Pfund in der Dresdner Neustadt.
Nach dem Dirigierstudium an der Musikhochschule Dresden bei Rudolf Neuhaus ging sie 1979 als Kapellmeisterin  an das Theater der Altmark in Stendal und 1983 als Kapellmeisterin zur Anhaltischen Philharmonie Dessau. Von 1977 bis 1986 nahm sie an Meisterkursen teil, unter anderem bei Kurt Masur, Igor Markevitch, Péter Eötvös sowie am Dirigentenkurs in Tanglewood/USA bei Leonard Bernstein, Seiji Ozawa und Gennadi Roshdestwenski.
Ihre erste Chefstelle erhielt sie 1987  als Generalmusikdirektorin (GMD) der Neubrandenburger Philharmonie. Weitere Engagements folgten 1998 bis 2009 als GMD der Bergischen Symphoniker und seit 2009 am Landestheater Mecklenburg in Neustrelitz. In den 1990er Jahren war sie  einzige Frau an der Spitze eines Profiorchesters in Deutschland. 1999 gründete sie mit Orchestermusikern die Akademie der Bergischen Symphoniker und wurde Mentorin des Dirigentinnen-Förderprojektes des Landes NRW. Im November 2004 dirigierte sie das Konzert aus Anlass des Staatsbesuches von Queen Elisabeth II. in Düsseldorf.
Romely Pfund dirigierte u. a. das Boston Symphony Orchestra, das Gewandhausorchester Leipzig, das Orchester der Komischen Oper Berlin, die Düsseldorfer Symphoniker, die Rundfunkorchester Berlin, Leipzig und Prag.
Als Konzertdirigentin hat sie klassische und romantische Standardwerke im Repertoire. Daneben wagte sie sich auch auf unbekanntes Terrain bei Jazzkonzerten mit Albert Mangelsdorff, Rolf Kühn, mit Peter Herbolzheimer und dem Bundesjazzorchester oder mit Markus Stockhausen und seiner Band. Im Tanztheater dirigierte sie unter anderem den Ballettabend Petruschka/Sacre an der Deutschen Oper am Rhein (Choreografie Youri Vámos), Die Geschichte vom Soldaten/Carmina Burana (Choreografie Ralf Rossa) am Opernhaus Halle/Saale, Die sieben Todsünden mit Gregor Seyffert sowie Le sacre du printemps mit dem Ensemble Preljocaj aus Aix en Provence. Romely Pfund arbeitete mit Christian Tetzlaff, Frank Peter Zimmermann, Lars Vogt, René Pape, Gerhard Zeppenfeld, Simone Kermes und Peter Schreier zusammen.
Seit 2000 wendete sie sich wieder verstärkt dem Musiktheater zu. Als GMD der Bergischen Symphoniker kooperierte sie mit dem Opernhaus Wuppertal, mit dem Aaltotheater Essen und mit der Hochschule für Musik und Tanz Köln in Zusammenarbeit mit dem Regisseur Igor Folwill. Von 2009 bis 2013 war sie Operndirektorin und Musikalische Oberleiterin am Landestheater Mecklenburg. Von 2013 bis 2020 lehrte sie als Dozentin an der Musikhochschule Lübeck. Von 2016 bis 2019 war sie außerdem als Dirigentin und Chorleiterin bei den Eutiner Festspielen tätig. Seit der Spielzeit 2020/2021 arbeitet sie als Studienleiterin am Landestheater Linz.

## Auszeichnungen
- 1984: Preisträgerin des Dirigierwettbewerbs in Genf
- 1985: Ehrendiplom beim 37. Internationalen Dirigentenwettbewerb in Prag
- 2001: Preis für das beste Konzertprogramm Deutschlands mit den Bergischen Symphonikern; verliehen durch den Deutschen Musikverleger-Verband (DMV)
- 2003: Kulturpreis der Bürgerstiftung Baden in Solingen[4]
- 2013: Kulturpreis des Landes Mecklenburg-Vorpommern
- 2015: Stipendiatin Deutsches Studienzentrum in Venedig[5]